# YW 307
YW 307 — китайская БМП, разработанная компанией Norinco в конце 1980-х. Бронемашина была основана на базе YW 534. 

## История
YW 307 был разработан Norinco в конце 1980-х годов на базе YW 534, на ряду с YW 309, NVH-1, NVH-4. Отличительной особенностью являлась башня с 25-мм орудием, спаренным вместе с ним 7.62 мм пулемётом.

## Конструкция
Компоновка YW 307 была такая же, как у YW 534. В передней части корпуса находилось моторное отделение, слева от него отделение для водителя. В средней и задней части корпуса
находилось десантное отделение на 6 человек, которые могут ввести стрельбу . Вход в бронемашину может осуществляться через кормовую дверь и через два люка в верхней части корпуса.

## Вооружение
YW 307 вооружён 25-мм орудием М242 “Бушмастер”, скорострельность которой доходит до 500 выстрелов/мин. Боекомплект орудия составляет 400 снарядов. Углы вертикальной наводки находятся в диапазоне от -12° до +52°.  Также бронемашина оснащена одним 7.62 мм пулемётом Тип 86. 

## Броня
Бронезащита YW 307 способна защищать экипаж от стрелкового оружия и лёгких осколков.

## Передвижение
YW 307 оснащён 8-цилиндрованым дизельным двигателем с воздушным охлаждением Deutz 6F-8L413F мощностью 320 л.с (235 кВт), который позволяет передвигаться со скоростью
65 км/ч. Запас хода составляет 500 км. Бронемашина является амфибией и может передвигаться на воде благодаря гусеницам со скоростью 6 км/ч.

## Оснащение
Оснащение YW 307 состоит из: системы защиты ОМП, системы пожаротушения, радиостанции и тепловизора.

## Варианты
- Командирская машина
- Санитарная машина
- Самоходный 81 мм или 120 мм миномёт
- Самоходная 122 мм гаубица
- Инженерная машина
- РСЗО